# Oullins-Pierre-Bénite
Oullins-Pierre-Bénite è un comune francese di 37.928 abitanti situato nella Metropoli di Lione nella regione dell'Alvernia-Rodano-Alpi. È stato istituito il 1 gennaio 2024 dalla fusione dei precedenti comuni di Oullins e Pierre-Bénite.